# Девола (Огайо)
Девола (англ. Devola) — переписна місцевість (CDP) в США, в окрузі Вашингтон штату Огайо. Населення — 2639 осіб (2020).

## Географія
Девола розташована за координатами 39°28′27″ пн. ш. 81°28′13″ зх. д. / 39.47417° пн. ш. 81.47028° зх. д. (39.474280, -81.470182).  За даними Бюро перепису населення США в 2010 році переписна місцевість мала площу 13,90 км², з яких 13,30 км² — суходіл та 0,60 км² — водойми.

## Демографія
Згідно з переписом 2010 року, у переписній місцевості мешкали 2652 особи в 1099 домогосподарствах у складі 785 родин. Густота населення становила 191 особа/км².  Було 1181 помешкання (85/км²).
Расовий склад населення:
| - 97,9 % — білих - 0,7 % — чорних або афроамериканців - 0,5 % — азіатів - 0,1 % — корінних американців |

До двох чи більше рас належало 0,6 %. Частка іспаномовних становила 0,8 % від усіх жителів.
За віковим діапазоном населення розподілялося таким чином: 19,5 % — особи молодші 18 років, 56,1 % — особи у віці 18—64 років, 24,4 % — особи у віці 65 років та старші. Медіана віку мешканця становила 49,9 року. На 100 осіб жіночої статі у переписній місцевості припадало 89,7 чоловіків;  на 100 жінок у віці від 18 років та старших — 86,1 чоловіків також старших 18 років.
Середній дохід на одне домашнє господарство  становив 80 289 доларів США (медіана — 71 042), а середній дохід на одну сім'ю — 96 262 долари (медіана — 85 720). За межею бідності перебувало 3,8 % осіб, у тому числі 0,0 % дітей у віці до 18 років та 8,4 % осіб у віці 65 років та старших.
Цивільне працевлаштоване населення становило 1227 осіб. Основні галузі зайнятості: освіта, охорона здоров'я та соціальна допомога — 18,8 %, виробництво — 15,2 %, фінанси, страхування та нерухомість — 13,8 %, роздрібна торгівля — 13,4 %.